# Peter Grossen
Peter Grossen (* 31. August 1961 in Frutigen) ist ein Akkordeon- und Schwyzerörgelispieler aus Frutigen im Schweizer Kanton Bern.

## Werdegang
Bereits als 7-Jähriger stand Peter mit einer Mundharmonika auf der Bühne. Bis 1984 spielte er zusammen mit seinem Vater und den beiden Brüdern sowie einem befreundeten Bassisten im Schwyzerörgeliquartett Grimer, Kandergrund. Von 1983 bis 1996 war er aktives Mitglied der legendären und populären Ländlerbuebe Biel. Die Formation wurde nach über 2'000 Auftritten, 2 Gold- und 1 Platinauszeichnung Ende 1996 freundschaftlich aufgelöst.
Peter Grossen gründete zusammen mit René Schmid im 1998 die Swiss Ländler Gamblers. Der Name ist untypisch für eine schweizerische Ländlerkapelle. Doch eigentlich ist es gar keine typische Volksmusikgruppe: Nur rund die Hälfte ihres Repertoires besteht aus Schweizer Folklore. Hinzu gesellen sich schmissige Dixie-/Jazz-Melodien sowie Unterhaltungsmusik aus aller Welt. Die Musikanten Peter Grossen, Pius Baumgartner, Willi Bollier, Bruno Raemy, René Schmid und André Schornoz setzen bei ihren Auftritten über 20 verschiedene Instrumente ein (diverse Saxophone, Klarinette, Piano, Akkordeon, Ukulele, Percussion, Schwyzerörgeli, Kontra- und E-Bass etc.). Obschon es die Swiss Ländler Gamblers erst seit 1998 gibt, gehören sie bereits zu den bekanntesten und beliebtesten (Volks-)Musikgruppen der Schweiz. Im Jahre 2002 wurden sie von der Schallplattenfirma Grüezi für den „meistverkauften (volkstümlichen) Tonträger“ in der Schweiz ausgezeichnet. Im September 2007 wählten 68 % der TV-Zuschauer die Swiss Ländler Gamblers am Eidg. Volksmusikfest in Stans zum „Ländlerstar 2007“. Dies bedeutete den bisher grössten Erfolg der sechs Musiker. Die Gruppe hat in ihren bisherigen 20 aktiven Jahren 11 CDs produziert und war achtmal musikalisch in Kalifornien USA.
Beim „Berner Örgeliplausch“ handelt es sich um die zweite Musikgruppe, in welcher Peter Grossen aktiv mitspielt. Dieses Quartett entstand im 2008 aus einer Studioproduktion „Die schönsten Melodien von Hausi Straub“ und daraus hat sich eine neue Gruppe ergeben, die sich rund 30 × pro Jahr zum Konzert trifft. Auch diese Gruppe ist regelmässig im TV zu sehen oder im Radio zu hören. Mitspieler: Marcel Zumbrunn, Siebnen SZ, Tony Theiler, Jaberg BE und Hansueli Hehlen, Wangen a. A. BE. Aus Peters Feder stammen aktuell über 200 Eigenkompositionen.
Peter Grossen betätigt sich musikalisch auch aktiv als Studiomusiker und Komponist von Film- und Werbemusik im In- und Ausland. Hauptberuflich arbeitet er als Gemeindeschreiber von Frutigen, einer 7'000-Seelen-Gemeinde im Berner Oberland.